# Grube Consolidierte Catharina II
Die Grube Consolidierte Catharina II ist eine ehemalige Metallerzgrube des Bensberger Erzreviers in Bergisch Gladbach. Das Gelände ist heute ein Ortsteil im Stadtteil Lustheide.

## Geschichte
Erstmals wurden am 20. Juli 1850 die jeweils eigenständigen Grubenfelder Catharina und Emiliensfreude auf Eisenstein verliehen. Beide wurden am 23. August 1856 unter dem gemeinsamen Namen Catharina konsolidiert. Es lässt sich nicht mehr feststellen, wo genau die Felder gelegen haben. Eine Deklarationsurkunde vom 9. Mai 1857 gibt Auskunft darüber, dass die Abbaurechte für beide Einzelfelder auf Braunkohle erweitert wurden. Am 6. Dezember 1887 kam es zu einer weiteren Konsolidierung unter dem gemeinsamen Namen „Consolidierte Catharina zwei“ mit folgenden Grubenfeldern: 
1. Eisensteinbergwerk Gustav; es war aufgrund der Mutung vom 4. September 1865 und des Erweiterungsantrages vom 1. Februar 1866 am 4. Dezember 1866 an den Bergwerksbesitzer Gustav Rötzel aus Kalk verliehen worden.
2. Blei- und Zinkbergwerk Mariechen; das Bergwerkseigentum war aufgrund der Mutung vom 7. März 1870 am 6. April 1870 an den Hüttenbesitzer Heinrich Gericke aus Mülheim am Rhein verliehen worden.
3. Blei- und Zinkerzbergwerk Hannchen; die Verleihung erfolgte am 6. April 1870. Näheres ist nicht bekannt.
4. Schwefelkiesbergwerk Minnie; aufgrund der Mutung des Kaufmanns Johann Wilhelm Hoffmann aus Mülheim am Rhein vom 3. Juni 1872 erfolgte die Verleihung am 7. November 1872.

Zwischen 1888 und 1910 gab es mehrfach Verkaufsverhandlungen zwischen unterschiedlichen Kaufinteressenten, wodurch das Bergwerk zum Spekulationsobjekt wurde.  Am 19. April 1911 wurde mitgeteilt, dass laut Gutachten eines Herrn Pape vom 3. Februar 1911 eine gewinnbringende Erzförderung auf der Grube Consolidierte Catharina II nicht mehr zu erwarten sei. Es erscheine ratsam, kein weiteres Geld mehr in die Grube zu stecken. Von diesem Zeitpunkt an gilt die Grube als endgültig geschlossen. Am 7. März 1990 ist das Bergrecht aufgrund eines Ersuchens des Landesoberbergamtes Nordrhein-Westfalen vom 29. Dezember 1989 erloschen.

## Betrieb und Anlagen

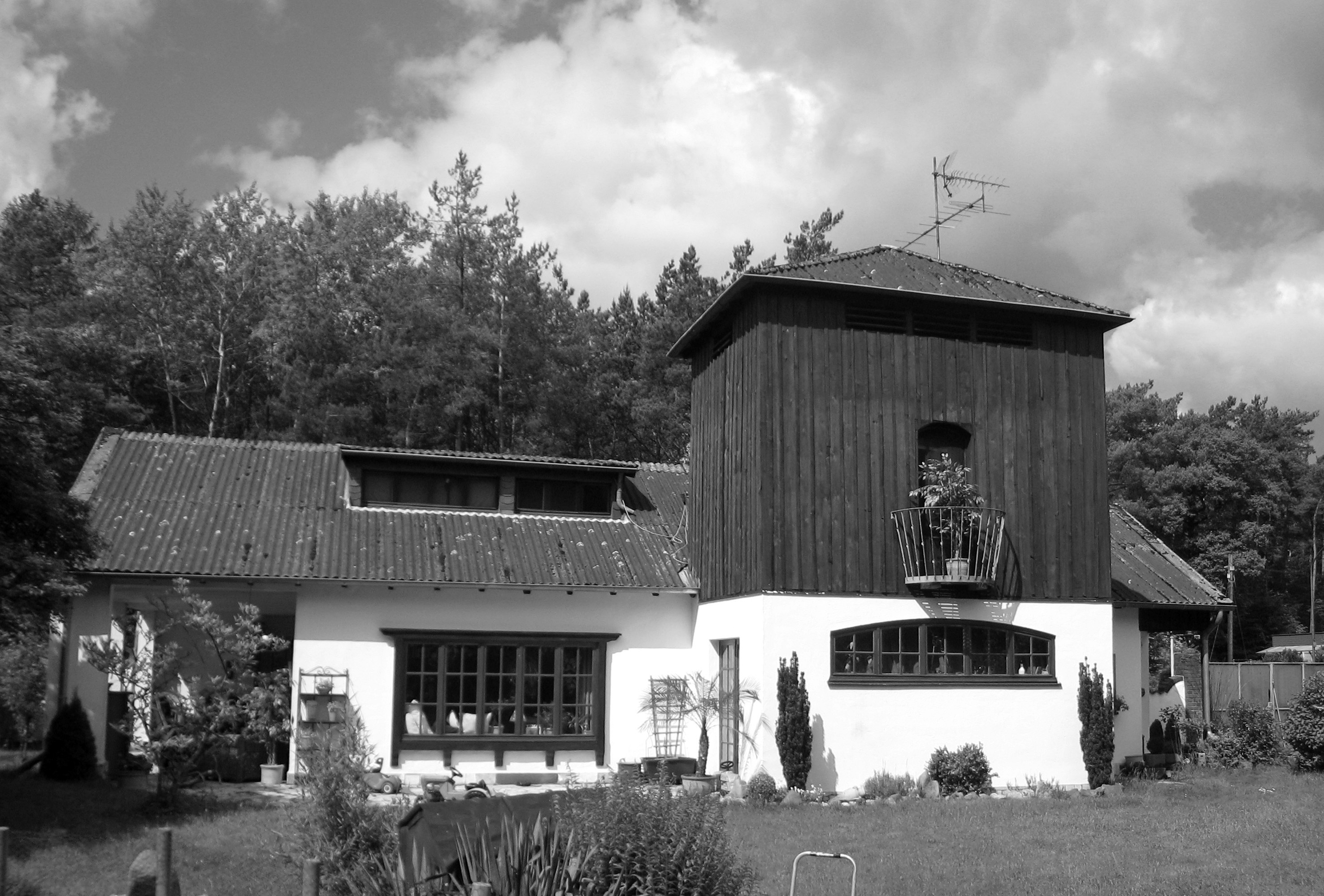
Fördermaschinenhaus des Victoria-Schachts der Grube Consolidierte Catharina II

Die Grube Catharina, später Consolidierte Catharina II, war bis 1881 nach der Grube Luther die zweitgrößte Eisensteingrube in der Paffrather Kalkmulde. Nicht unerheblich war auch ihre Bleierzproduktion. Der Tagebau hatte eine Länge von 150 m und eine Tiefe von 12 m. In der späteren Bauphase begann man, das Eisenerzvorkommen durch den westlich des Tagebaus bis 35 Meter abgeteuften Schacht (Viktoria-Schacht) aufzuschließen. Dieser stand etwa 80 Meter nördlich von der Einmündung des Neufeldwegs auf den Rather Weg. Auf dem Foto sieht man rechts den rechteckigen Förderturm, der im oberen Bereich mit Holz ausgebaut ist. In der Spitze des Turms lief die Umlenkrolle für die Seilführung. Etwa 70 Meter weiter nördlich stand ein Röstofen, in dem die gewonnenen Zinkerze vor dem Abtransport kalziniert wurden, um als Vorstufe zur Verhüttung so viel Wasser wie möglich zu entziehen. Dadurch konnte man die Transportkosten erheblich reduzieren.
Auf der 23-m-Sohle trieb man mehrere Strecken nach Osten und Westen vor. Dabei fand man mehrfach zerstreut liegende Nester von Bleierz und viel Schwefelkies. Im westlichen Teil gab es auch dichte bis feinkörnige Zinkblende von hellbrauner Farbe. Die Arbeiten wurden durch bedeutende Wasserzuflüsse erschwert. Durch das Abpumpen des zulaufenden Wassers entzog man zugleich im weiten Umkreis das Grundwasser, so dass es zur Austrocknung der Brunnen in der Nachbarschaft kam. Außerdem verarmte das Erzvorkommen. Beides führte im Jahr 1878 zur Betriebseinstellung. Soweit darüber hinaus von Abbautätigkeiten die Rede ist, handelt es sich lediglich um Versuchsarbeiten.

## Lage und Relikte

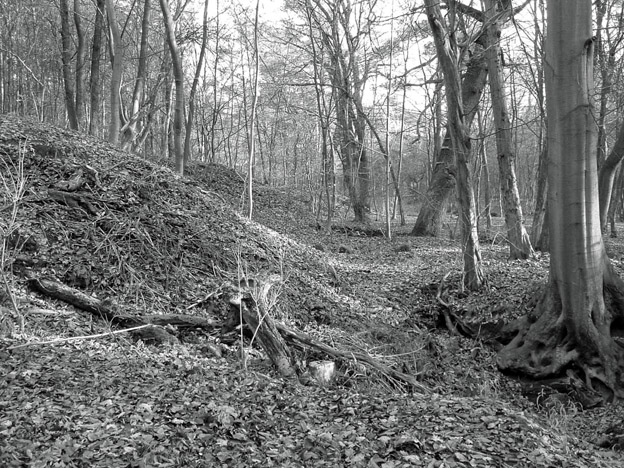
Halden auf dem Gelände der ehemaligen Grube Catharina II

Zunächst muss man davon ausgehen, dass die Lokalität für den Fund der verschiedenen Mineralien im Wesentlichen das Gebiet im und um den ehemaligen Tagebau gewesen ist. Bei der Auffindung der verschiedenen Mineralien hat man mehrfach neue Grubenfelder verliehen und dadurch zusätzlich Gebiete in der Umgebung gesichert, in denen man bei weiterer Nachsuche unter Umständen hätte fündig werden können. Insofern überschnitten sich die Grubenfelder mit Ausnahme des Grubenfeldes Gustav. Es ist daher nicht verwunderlich, dass man heute nicht mehr unterscheiden kann, welchem Grubenfeld einzelne Relikte zugeordnet werden müssen. Erschwerend kommt hinzu, dass die alten Grubenbilder verloren gegangen sind, auf denen die jeweiligen Fundpunkte der Mineralien eingetragen waren. Die noch sichtbaren Relikte der Grube Consolidierte Catharina II befinden sich hauptsächlich südlich von Refrath in der weiteren Umgebung der Straßeneinmündung Neufeldweg / Rather Weg am südwestlichsten Zipfel der Paffrather Kalkmulde. Hier ist heute das Kinderdorf Bethanien.